# 경질막 정맥굴

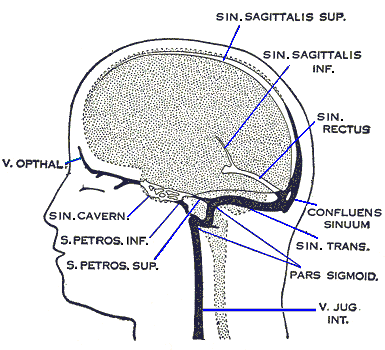
정맥동

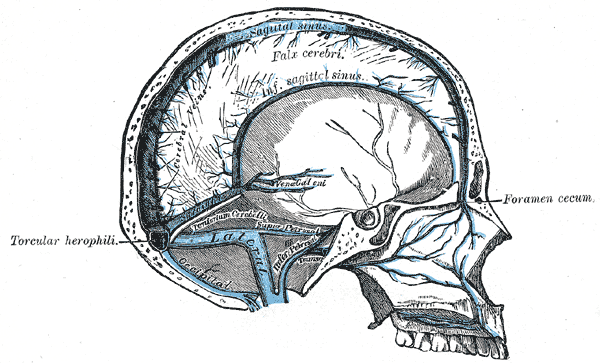
뇌의 시상단면.

경질막 정맥굴(dural venous sinus, dural sinus, cerebral sinuses, cranial sinus, 경막 정맥동) 또는 정맥굴 또는 정맥동(靜脈洞)은 정맥통로로 뇌의 경막층 사이에서 발견된다. 정맥굴은 뇌의 내부와 외부의 정맥에서 혈액을 받고, 지주막하강에서 뇌척수액(CSF)을 받는다.

## 구조
정맥굴의 외벽은 혈관에서 발견되는 편평세포의 내피조직으로 된 경뇌막으로 이루어져 있다. 이 혈관은 다른 혈관과는 다른 특징을 가지고 있는데, 동맥과 정맥의 온전한 특징을 모두 가지고 있지 않다. 또한 정맥에서 발견되는 판막도 발견되지 않는다.

## 같이 보기
- 청소율
- 신경섬유종증
- 코곁동굴
- 위턱뼈동굴